# École de Copenhague (relations internationales)
Pour les articles homonymes, voir École de Copenhague.
L'École de Copenhague des études de sécurité (une branche de la théorie des relations internationales, spécialisée sur l'étude de l'emploi, ou la menace d'emploi de la force armée) est une école de pensée académique qui tire ses origines du livre du théoricien des relations internationales Barry Buzan, People, States and Fear : The National Security Problem in International Relations, publié en 1983. 
L'école de Copenhague met un accent particulier sur les aspects non militaires de la sécurité, ce qui représente un changement par rapport aux études de sécurité traditionnelles:168. Les théoriciens associés à l'école comprennent Barry Buzan, Ole Wæver et Jaap de Wilde. De nombreux membres de l'école ont travaillé à l'Institut de recherche sur la paix de Copenhague, d'où son nom.
Le livre principal de l'école de Copenhague est Security: A New Framework for Analysis, écrit par Buzan, Wæver et De Wilde. 

## Origines
L'approche est associée au constructivisme (relations internationales).

## Secteurs
La notion de « secteurs » concerne les différents domaines où l'on parle de sécurité. La liste des secteurs est avant tout un outil d'analyse créé pour repérer différentes dynamiques. Dans l'ouvrage Security: A New Framework for Analysis, les auteurs énumèrent les secteurs suivants : militaire/étatique, politique, sociétal, économique et environnemental. En tant que telle, la théorie de l'école de Copenhague peut être considérée comme « élargissant » les études de sécurité traditionnelles en examinant la sécurité dans ces « nouveaux » secteurs.

## Sécurité régionale
Le concept de complexes de sécurité régionaux couvre la manière dont la sécurité est regroupée dans des régions géographiquement définies:41.  Les problèmes de sécurité ne sont pas duplicables sur les différentes zones géographiques et les menaces sont donc plus susceptibles de se produire dans une région. La sécurité de chaque acteur d'une région interagit avec la sécurité des autres acteurs. Il existe souvent une interdépendance intense en matière de sécurité au sein d'une région, mais pas entre les régions, ce qui définit une région et fait de la sécurité régionale un domaine d'étude intéressant. Les États isolants isolent parfois des régions, comme l'emplacement de l'Afghanistan, à cheval entre le Moyen-Orient et l'Asie du Sud. Les isolants marquent les frontières de l'indifférence, où les dynamiques de sécurité se tiennent dos à dos. Ils contrastent avec l'idée traditionnelle des « États tampons » qui sont situés à des points où la dynamique de sécurité est intense (par exemple, la Belgique en État tampon entre la France et l'Allemagne). Les régions doivent être considérées comme des petits systèmes où toutes les autres théories des relations internationales peuvent être appliquées, telles que l'équilibre des puissances, la polarité, l'interdépendance, les systèmes d'alliance, etc.
La théorie du complexe de sécurité régionale ne doit pas être confondue avec le régionalisme, un sous-ensemble des relations internationales des années 1970 principalement concerné par l'intégration régionale.

## Titrisation
La titrisation, terme et surtout concept développé par Ole Wæver, est probablement le concept le plus en vue de l'école de Copenhague, et celui qui a généré le plus d'articles, livres et autres discussions académiques.  Wæver affirme que la « sécurité » est un acte de langage avec des conséquences distinctes dans le contexte de la politique internationale. En utilisant l'acte de parole, un acteur (étatique) essaie de déplacer un sujet loin de la politique vers un domaine de préoccupations sécuritaires, légitimant ainsi des moyens extraordinaires contre la menace socialement construite. Le processus de titrisation est intersubjectif, c'est-à-dire qu'il ne s'agit ni d'une menace objective, ni d'une perception subjective d'une menace. Au lieu de cela, la titrisation d'un sujet dépend d'un public acceptant un mouvement de titrisation, entrepris par l'acteur de la titrisation.
Certains des livres les plus détaillés sur le sujet sont:
- Understanding Global Security (Comprendre la sécurité mondiale), Peter Hough, Routledge, 2004
- Barry Buzan, People, States and Fear (Peuple, États et Peur), ECPR, 2007
- The Empire of Security (L'empire de la sécurité), William Bain, Routledge, 2006

## Critiques
La principale critique qui a été avancée contre l'école de Copenhague est qu'il s'agit d'une approche eurocentrique de la sécurité. Les réalistes ont également fait valoir que l'élargissement de l'agenda de sécurité par l'école de Copenhague risque de donner à la discipline des études de sécurité une "incohérence intellectuelle". La féministe danoise Lene Hansen a critiqué l'absence de genre dans l'approche de l'école de Copenhague. Sa critique appelait également à l'inclusion d'actes visuels et corporels comme modes d'articulation de l'(in)sécurité. D'autres critiques se concentrent sur le rôle de l'analyste de la sécurité et la nature potentiellement conservatrice de la théorie.